# Walter Korpi
Walter Korpi   (Koutojärvi, 1934 - 19 de novembre de 2024) va ser un sociòleg suec. Juntament amb el politòleg i sociòleg suec Joakim Palme, van plantejar la paradoxa de la redistribució (o la paradoxa de Korpi i Palme). Aquesta paradoxa afirma que un país obtindrà més redistribució, disminuint la pobresa i la desigualtat econòmica, quan es dedueixi de tots els ciutadans per donar a tots els ciutadans que no pas seguint una lògica de Robin Hood, és a dir, transferir diners dels rics per ajudar els pobres.

## Biografia
Va entrar a la Universitat d'Estocolm l'any 1958 i es va llicenciar en filosofia a la Universitat d'Estocolm quatre anys després. També va estudiar a la Universitat de Colorado a Boulder entre els anys 1955 i 1956. De 1959 a 1964 va treballar com sociòleg al Militärpsykologiska institutet (Institut de Psicologia Militar) i entre 1965 i 1966 al Sindicat de Treballadors Metal·lúrgics de Suècia. Després va treballar com a professor associat al Departament de Sociologia a la Universitat d'Estocolm (1966-1968). Després va treballar com a professor de sociologia a la Universitat de Umeå fins 1969 fins que va tornar un altre cop a l'anterior universitat com a professor de sociologia fins a l'any 1972. Des de l'any 1972 es va esdevindre professor de política social i fins llavors ho continua essent.
Al principi, als anys 1960, Korpi quan estava al Institut de Psicologia Militar es va centrar sobretot en les actituds i el benestar a l'exèrcit. Destaca la publicació Social Pressures and Attitudes in Military Training, la tesi amb que es va presentar quan es va llicenciar l'any 1962 en sociologia. A partir dels anys 1970, es va centrar en major part en conflictes laborals i lluita de classes i, en menor mesura, recerca assistencial.

## Publicacions
Algunes de les publicacions més destacades del autor;
- The Paradox of Redistribution and Strategies of Equality: Welfare State Institutions, Inequality and Poverty in the Western Countries” (with Joakim Palme). American Sociological Review, 63 (661-687), 1998
- The Working Class in Welfare Capitalism. Work, Unions and Politics in Sweden. London: Routledge & Kegan Paul, 1978.
- Korpi, W. (1980) ‘Social Policy and Distributional Conflict in the Capitalist Democracies. A Preliminary Comparative Framework’, West European Politics, Vol. 3, No. 3, pp. 296– 316.